# Szépművészeti Palota (Mexikóváros)
A Szépművészeti Palota (spanyolul: Palacio de Bellas Artes) Mexikóváros (sőt, egész Mexikó) legjelentősebb kulturális központja, évente körülbelül egymillió látogatója van. Amellett, hogy színház működik benne, két múzeumnak, a Szépművészeti Múzeumnak és a Nemzeti Építészeti Múzeumnak is helyt ad.

## Története
Építése a főváros szépítését célzó Porfirio Díaz-i programnak a keretében 1904. augusztus 2-án kezdődött Adamo Boari tervei alapján. A cél az volt, hogy a mexikói függetlenségi háború kitörésének századik évfordulója alkalmából létrehozzanak egy méltó épületet egy nemzeti színház céljára. Az 1910-ben kitört forradalom azonban megakasztotta az építést, így az csak 1934-ben fejeződött be, amikor már Federico Mariscal építészre volt bízva az munka. A palota szeptember 29-én nyílt meg, a benne novemberben Museo de Artes Plásticas (plasztikus művészetek múzeuma) néven megnyitott intézmény Mexikó első művészeti múzeuma lett. A múzeumban népművészeti, festészeti, szobrászati és bélyegkiállítás kapott helyt. 1958-ban a múzeum új nevet kapott: Modern Művészetek Múzeuma, egyúttal felújításokat is végeztek a kiállítótermekben. Hat év múlva azonban egy új modern művészeti múzeum nyílt, így a tárlatot odaköltöztették, az itteni intézmény pedig felvette A Szépművészeti Palota Múzeuma nevet. Állandó kiállítási tárgyai csak az elmúlt néhány évtizedben elkészült falfestmények voltak, ezek bemutatása mellett időszakos kiállításokat rendeztek benne. 1984-ben a negyedik szinten megnyílt a Nemzeti Építészeti Múzeum.

## Leírás
A palota Mexikóváros történelmi központjában, Cuauhtémoc kerületben található az Alameda Central park keleti oldalán, a Torre Latinoamericana felhőkarcoló északnyugati, az Edificio La Nacional északi szomszédságában. Mellette található a Bellas Artes nevű metróállomás, ahol a 2-es és a 8-as metróvonal keresztezi egymást.
Hosszúsága több mint 100, szélessége több mint 50 méter. Külsejére az art nouveau stílus a jellemző, belsejére az art déco. A külső díszítőelemek között megfigyelhetők mexikói állatok (jaguárok, kígyók, prérifarkasok), stilizált növények és a spanyol hódítás előtti kultúrák alakjai (például sasharcosok arcképei) is. A három (egy teljes és két fél) kupolával rendelkező palota falait Olaszországból és Mexikó különböző vidékeiről hozott fehér márvány borítja. A főhomlokzaton helyezkedik el a híres „La Sinfonía” nevű dombormű, az épület előtt pedig két pegazusszobor áll.
Nagy színházterme különböző források szerint 1396 vagy 2257 fő befogadására alkalmas, opera- és táncelőadásokat, komolyzenei koncerteket is rendeznek benne. 24 méteres színpadának különlegessége a világon egyedülálló üvegfüggöny: ezt a 24 tonnás alkotást körülbelül egymillió, 2 cm-es üvegdarab felhasználásával készítették. Eredetileg azért tervezték, hogy a tűzvészek ellen védjen. Ezen a függönyön egy tájkép látható az Iztaccíhuatl és a Popocatépetl vulkánokkal, körülbelül az a látkép, ami a 20. század elején a Nemzeti Palotából látható volt. A függöny eredeti terveit Maróti Géza készítette 1908-ban, végül Harry Stoner valósította meg. A New York-i Louis C. Tiffany-házban készült alkotás hajón érkezett Mexikóba. A terem áttetsző mennyezete (Maróti Géza műve) az Olümposzt ábrázolja Apollóval, akit a kilenc múzsa vesz körül. A színpad feletti mozaik szintén magyar mester, Körösfői-Kriesch Aladár elképzelése alapján készült.[forrás?]
A Manuel M. Ponce elnevezésű színházterem 245 ülőhellyel rendelkezik, például kisebb zenei bemutatókat és díjátadókat szoktak benne tartani. Még kisebb méretű (180 férőhely) a például olvasóköröknek, sajtókonferenciáknak és lemezbemutatóknak helyt adó Adamo Boari nevű terem.

### Falfestményei
A palota belsejének különleges értéke a 17 darab falfestmény, amelyeket hét mexikói művész: Diego Rivera, David Alfaro Siqueiros, Rufino Tamayo, Manuel Rodríguez Lozano, Jorge González Camarena, Roberto Montenegro és José Clemente Orozco készített. Egy részük már a palota elkészülte előtt létezett más helyszíneken, csak később szállították át őket ide. A legjelentősebb festmények:
| Év        | Alkotó                  | Eredeti cím                         | Címe magyarul                     |
| --------- | ----------------------- | ----------------------------------- | --------------------------------- |
| 1926      | Diego Rivera            | Carnaval de la vida mexicana        | A mexikói élet karneválja         |
| 1928      | Roberto Montenegro      | Alegoría del viento                 | A szél allegóriája                |
| 1933      | Diego Rivera            | Revolución rusa                     | Orosz forradalom                  |
| 1934      | Diego Rivera            | El hombre, controlador del universo | Az ember, az univerzum irányítója |
| 1934–1935 | José Clemente Orozco    | Katharsis                           | Katarzis                          |
| 1942      | Manuel Rodríguez Lozano | La piedad en el desierto            | Piéta a sivatagban                |
| 1944      | David Alfaro Siqueiros  | Nueva democracia                    | Új demokrácia                     |
| 1945      | David Alfaro Siqueiros  | Víctimas de la guerra               | A háború áldozatai                |
| 1945      | David Alfaro Siqueiros  | Víctimas del fascismo               | A fasizmus áldozatai              |
| 1950–1951 | David Alfaro Siqueiros  | Tormento y apoteosis de Cuauhtémoc  | Cuauhtémoc kínzása és apoteózisa  |
| 1952      | Rufino Tamayo           | Nacimiento de nuestra nacionalidad  | Nemzetiségünk születése           |
| 1953      | Rufino Tamayo           | México hoy                          | Mexikó ma                         |
| 1957–     | Jorge González Camarena | Liberación                          | Szabadulás                        |

## Képek

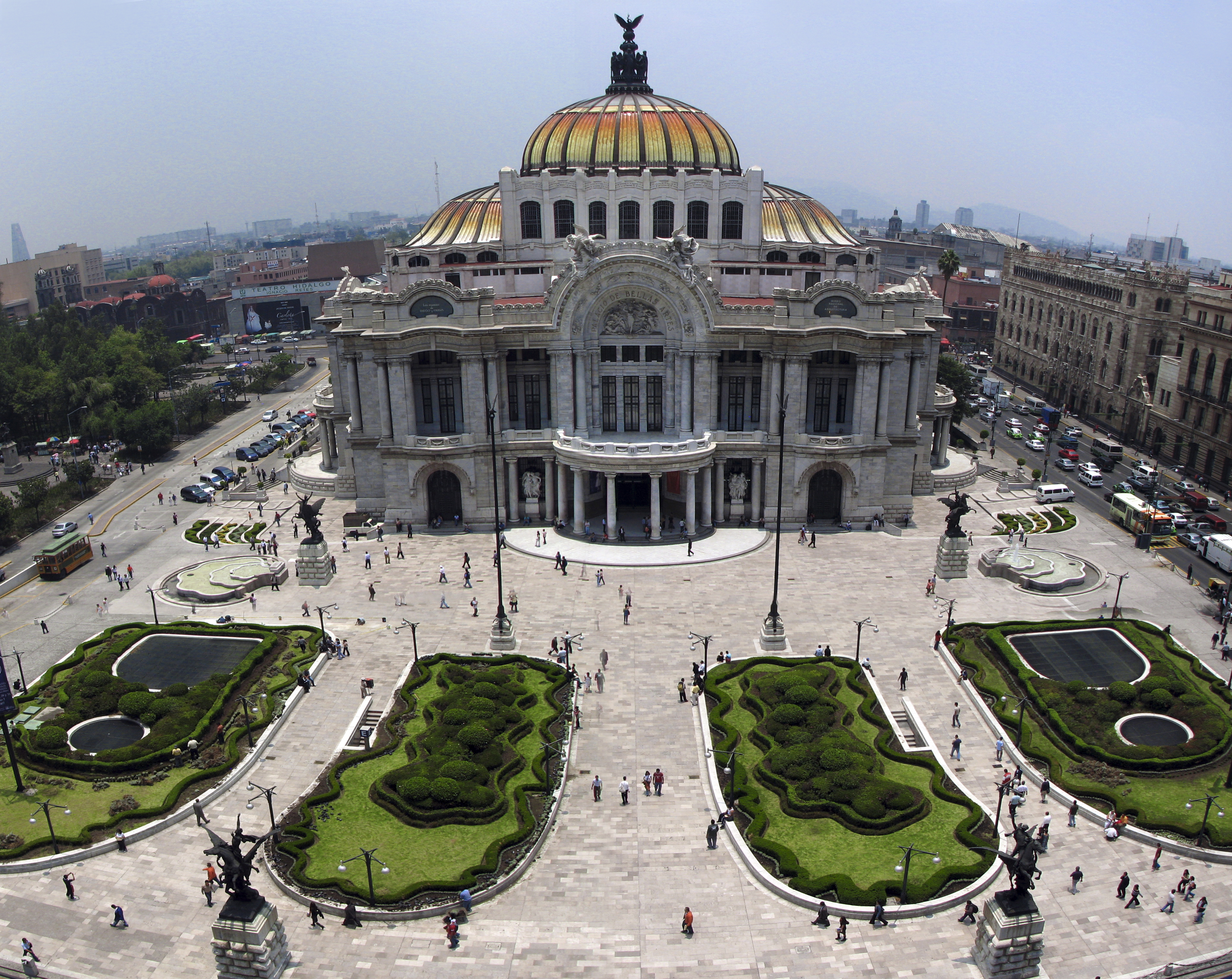
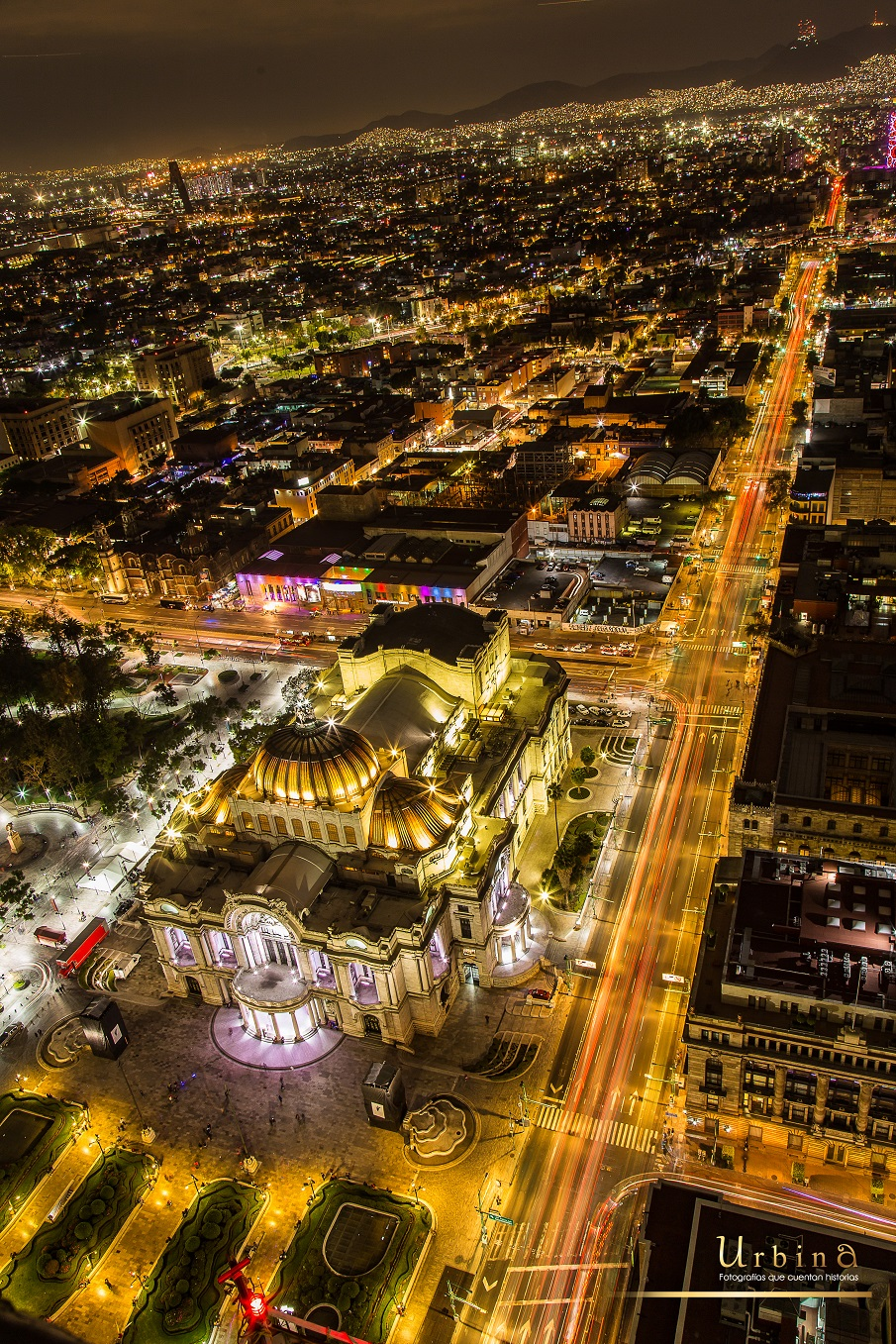
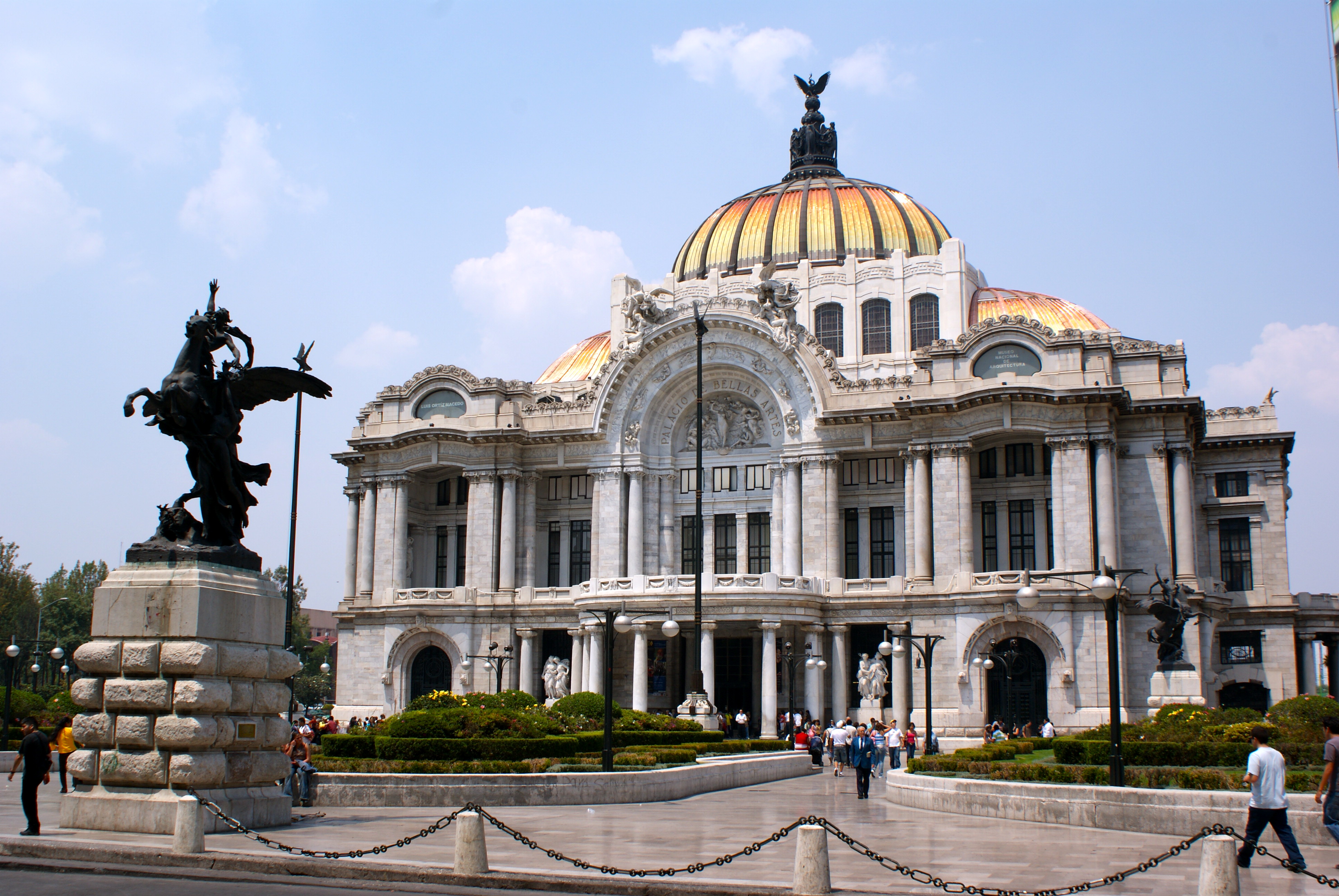
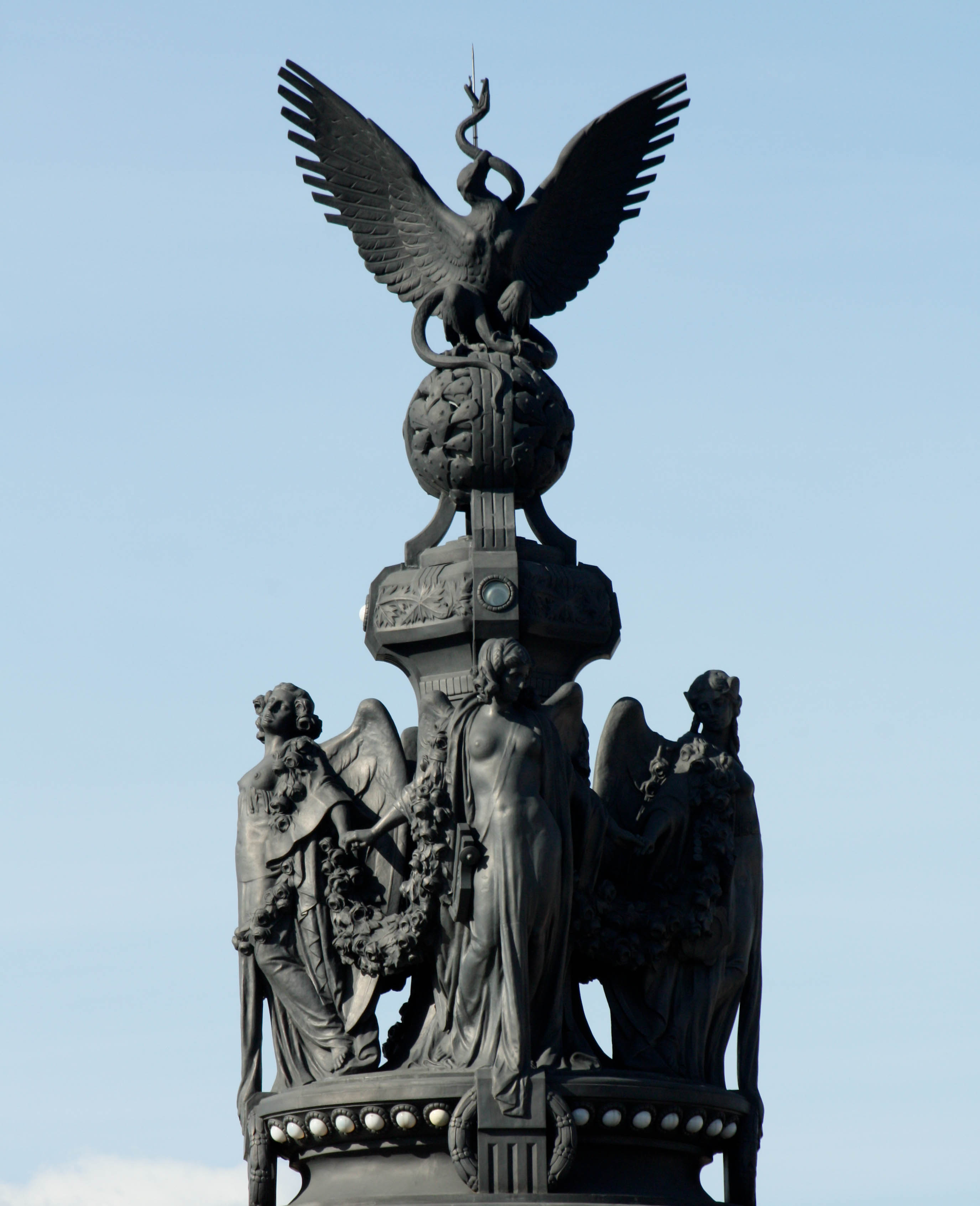
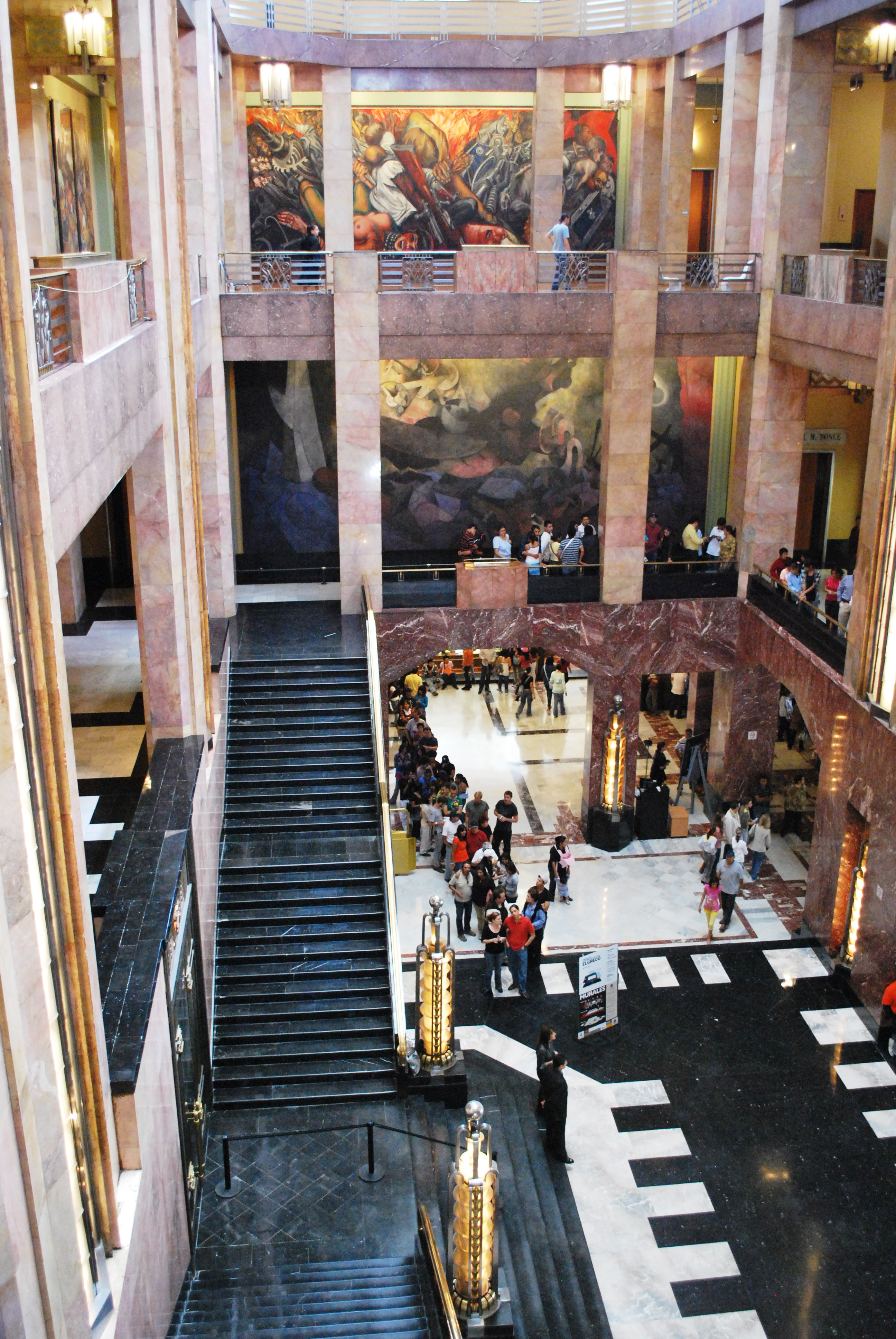